# نینبورگ
نینبورگ شهری در ایالت نیدرزاکسن آلمان است. این شهر به خطوط راه‌آهن آلمان متصل است.